# Богач, бедняк… (фильм, 1982)
«Богач, бедняк…» — телевизионный художественный фильм о судьбе немецких эмигрантов в США, снятый по мотивам одноимённого романа американского писателя Ирвина Шоу. Телероман о жизни клана Джордах на фоне событий XX века. Премьера состоялась с 31 января по 3 февраля 1984 года по Первой программе ЦТ.

## Сюжет
Трагическая, почти детективная история одной семьи немецкого эмигранта в Америке с 1944 года и до конца 1960-х. Роман принадлежит к числу самых известных и популярных произведений американской литературы XX века. История семьи Джордахов, представленной в нескольких поколениях, разрастается до панорамы всего американского общества. Писатель прослеживает пути, открывающиеся перед «типичными американцами», людьми без корней, стремящимися пробиться, достичь успеха и богатства…
В небольшом американском городке Порт-Филиппе живёт хозяин пекарни Аксель Джордах с женой и тремя детьми. Старший сын Рудольф помогает родителям в пекарне, доставляя хлеб клиентам. Младший сын Томас отбился от рук и прослыл уличным драчуном, за что не раз попадал в полицию. Дочь Гретхен работает медсестрой в госпитале.
Гретхен в силу стечения обстоятельств становится любовницей самого богатого человека Порт-Филиппа, владельца кирпичного завода Теодора Бойлана. Это становится известным Томасу, и в День Победы над Германией он решает проучить соблазнителя, вместе с приятелем поджигая крест в его частных владениях. Но приятель выдаёт Томаса, и того арестовывает полиция. Джордах-старший за прекращение уголовного преследования отдаёт Бойлану 5000 долларов — все свои сбережения, которые должны были пойти на оплату учёбы Рудольфа в колледже. Но сразу после вызволения Томаса из полицейского участка, отец выгоняет его из дома. Вскоре после этого уезжает и Гретхен, а пекарню собираются снести. Аксель Джордах пропадает без вести — предположительно, покончив с собой.
Семья распадается. Гретхен в Нью-Йорке становится второстепенной актрисой, вскоре у неё рождается сын от женатого беспробудного пьяницы и гуляки Вилли Эбота, а затем она встречает свою первую и последнюю любовь — режиссёра Коллина Бёрка. Но Коллин вскоре погибает в автокатастрофе, причём (по случайному стечению обстоятельств) в точности так, как было прописано в сценарии его последнего фильма.
Покинувший дом Томас после скитаний устраивается в боксёрский клуб и путём шантажа одного из клиентов получает от него 5000 долларов, которые он собирается вернуть отцу. А Рудольф неожиданно получает помощь от Бойлана в сумме тех же 5000 долларов, необходимых для поступления в колледж. Окончив колледж, Рудольф начинает работать на Бойлана и расширяет его империю. Бойлан выдаёт за Рудольфа свою единственную дочь Джин и пытается продвинуть его по политической лестнице. Рудольф становится мэром Порт-Филиппа. Но он не смог должным образом воспользоваться властью и после первой же стычки с митингующими студентами ушёл в отставку. Узнав, что отец умер, Томас отдаёт 5000 долларов Рудольфу, а тот их вкладывает в акции на его имя.
Проходит ещё десять лет. Томас прервал карьеру профессионального боксёра. Рудольф сообщает Томасу, что купленные им на его имя акции теперь стоят 60 000 долларов, и Томас вместе со своим сыном Уэсли (от первого брака) и приятелем Дуайером покупает яхту во французском порту Антиб. На яхте он знакомится с женщиной по имени Кейт, которая жила на этой яхте ранее. Вскоре он женится на ней и приглашает на свадьбу Рудольфа и Гретхен. Однако жена Рудольфа Джин в баре напивается и становится объектом посягательства местного мафиозо. Видя это, Томас силой отбивает Джин. В отместку мафиозо убивает Томаса ударом железного прута по голове.

## Отличия от романа
- В романе жена Рудольфа Джин не была дочерью Теодора Бойлана, как это показано в фильме, но принадлежала к влиятельной и богатой семье.
- В романе Аксель Джордах платил 5000 долларов не Бойлану и не за подожжённый крест, Бойлан не предоставлял 5000 долларов Рудольфу, Рудольф не работал у Бойлана.
- В романе Джин рожает дочь Иден, и только второй ребёнок рождается мёртвым. В фильме у Джин рождается только мёртвый ребёнок.

## Серии
- 1-я — «Семья»
- 2-я — «Гретхен»
- 3-я — «Рудольф»
- 4-я — «Томас»

## В ролях
- Любомирас Лауцявичюс — Аксель Джордах, отец
- Рута Сталилюнайте — Мэри Джордах, мать (озвучивание Антонина Кончакова)
- Нелли Савиченко — Гретхен Джордах (озвучивание Наталья Гурзо)
- Георгий Тараторкин — Рудольф Джордах
- Игорь Рогачёв — Рудольф Джордах в юности
- Ремигиюс Сабулис — Том Джордах (озвучивание Леонид Белозорович)
- Саулюс Баландис — Том Джордах в юности
- Регимантас Адомайтис — Теодор Бойлан
- Юрате Онайтите[лит.] — Джин, жена Рудольфа
- Юозас Будрайтис — Дентон
- Гедиминас Гирдвайнис — Дуайер
- Мирдза Мартинсоне — Кейт, жена Тома
- Арнис Лицитис — Колин Бёрк, муж Гретхен
- Витаутас Томкус — Джо, полицейский
- Ромуальдас Раманаускас — Вилли Эбот
- Дзидра Ритенберга — миссис Лючия
- Аудрис Хадаравичюс — врач-гинеколог
- Вайва Майнелите — учительница французского языка